# Браян П. Шмідт
Браян П. Шмідт (англ. Brian P. Schmidt; нар. 24 лютого 1967) — австралійський астрофізик, лауреат Нобелівської премії з фізики за 2011 рік за відкриття прискореного розшиння Всесвіту за допомогою спостережень над далекими надновими.

## Біографія
Браян Шмідт народився 24 лютого 1967 року в місті Міссула (штат Монтана), США. У 1985 році він закінчив Середню школу Бартлетта (Bartlett High School) в Анкориджі на Алясці. У 1989 році закінчив Аризонський університет, а в 1993 році в Гарвардському університеті отримав ступінь PhD. У 1993—1994 роки Шмідт працював постдоком у Гарвард-Смітсонівському центрі астрофізики, в 1995 році перейшов на роботу до обсерваторії Маунт-Стромло, де працює й досі.
Шмідт очолював програму пошуку наднових типу Ia, присвячену вивченню розширення Всесвіту 8 000 000 000 років тому. У 1998 році його групі спільно з групою, очолюваною Перлматтером, вдалося довести наявність прискореного розширення Всесвіту. Це відкриття було названо журналом Science «проривом року». У наш час[коли?] Шмідт очолює проєкт дослідження неба південної півкулі телескопом SkyMapper.

## Нагороди та визнання
- 2000: Премія Австралії[en]
- 2000: Премія Бока
- 2001: Медаль Пози[en]
- 2002: Медаль Вайн Баппу Астрономічного товариства Індії
- 2006: Премія Шао з астрономії спільно з Адамом Ріссом і Солом Перлмуттером
- 2007: Премія Грубера
- 2008: член Національної академії наук США
- 2011: Нобелівська премія з фізики
- 2012: медаль Дірака
- 2012: член Лондонського королівського товариства
- 2012: Орден Австралії
- 2015: Премія з фундаментальної фізики
- член Австралійської академії наук
- іноземний член Іспанської академії наук

## Доробок
- mit Adam Riess, Alexei Filippenko, Robert Kirshner und anderen (Supernova Search Team): Observational evidence from supernovae for an accelerating universe and a cosmological constant. In: Astron. J., Band 116, 1998, S. 1009—1038, arXiv:astro-ph/9805201
- mit Saul Perlmutter: Measuring Cosmology with Supernovae. In: K. Weiler (Hrsg.): Supernovae & Gamma Ray Bursts (Lecture notes in physics, 598). Springer, 2003, S. 195—217, arXiv:astro-ph/0303428